# Petrosia incrustata
Petrosia incrustata är en svampdjursart som först beskrevs av Pedro M. Alcolado och Gotera 1986.  Petrosia incrustata ingår i släktet Petrosia och familjen Petrosiidae.
Artens utbredningsområde är Kuba. Inga underarter finns listade i Catalogue of Life.